# 虞伟亮
虞伟亮（1973年9月17日—），上海人，是一名已退役的中国职业足球守门员，曾经入选国家队。
虞伟亮最初效力于甲B联赛上海豫园队，1998年转会到了甲A联赛劲旅上海申花。此后，虞伟亮为数不多的表现却足以动摇老国门区楚良的主力门将位置，次年区楚良转会云南红塔，虞伟亮成为申花绝对主力，同时还入选了国家队。
2003年，虞伟亮帮助球队夺得了末代甲A冠军。此后由于老队长刘军退役，还担任起申花队队长。但是就在他30岁左右的门将黄金年龄时，却由于一系列原因多次被俱乐部放到了替补席。外界虽然有打假球的传闻，但是俱乐部高层则辟谣这完全是战术和心理因素决定。此后虞伟亮仍然是申花的主力门将，但是未再恢复其鼎盛时期的状态。2006年联赛中期，他又再次被下放到预备队，俱乐部启用从无任何联赛经验的周亚君完成了下半赛季的全部比赛。
2007年初，随着申花获得年轻门将王大雷、张晨等，处于无门可守的虞伟亮转会陕西浐灞，不过唯一的一场比赛却失了三球，赛季结束后宣布退役。